# Doliops johnvictori
Doliops johnvictori là một loài bọ cánh cứng trong họ Cerambycidae.